# Championnat d'Autriche de hockey sur glace 1922-1923
Saison suivante
La saison 1922-1923 est la première saison du championnat de hockey sur glace d'Autriche.

## Résultats des matchs et classement
| 25 décembre 1922 | Vienne EV | 11-0 | Cottage EV |  |

| 26 décembre 1922 | Vienne EV | 12-1 | Stockerau |  |

| Clt   | Équipe                     | PJ | V | D | N | BP | BC | Pts |
| ----- | -------------------------- | -- | - | - | - | -- | -- | --- |
| +001, | Vienne EV                  | 6  | 6 | 0 | 0 | 79 | 2  | 12  |
| +002, | Pötzleinsdorfer SK         | 6  | 5 | 1 | 0 | 28 | 16 | 10  |
| +003, | Cottage EV                 | 6  |   |   |   |    |    |     |
| +004, | Vienne AS                  | 6  |   |   |   |    |    |     |
| +005, | Vienne AC                  | 6  |   |   |   |    |    |     |
| +006, | Stockerauer Athletikverein | 6  |   |   |   |    |    |     |
| +007, | SC Ostmark                 | 6  |   |   |   |    |    |     |

- Vainqueur de la compétition